# Univerzita v Kielu

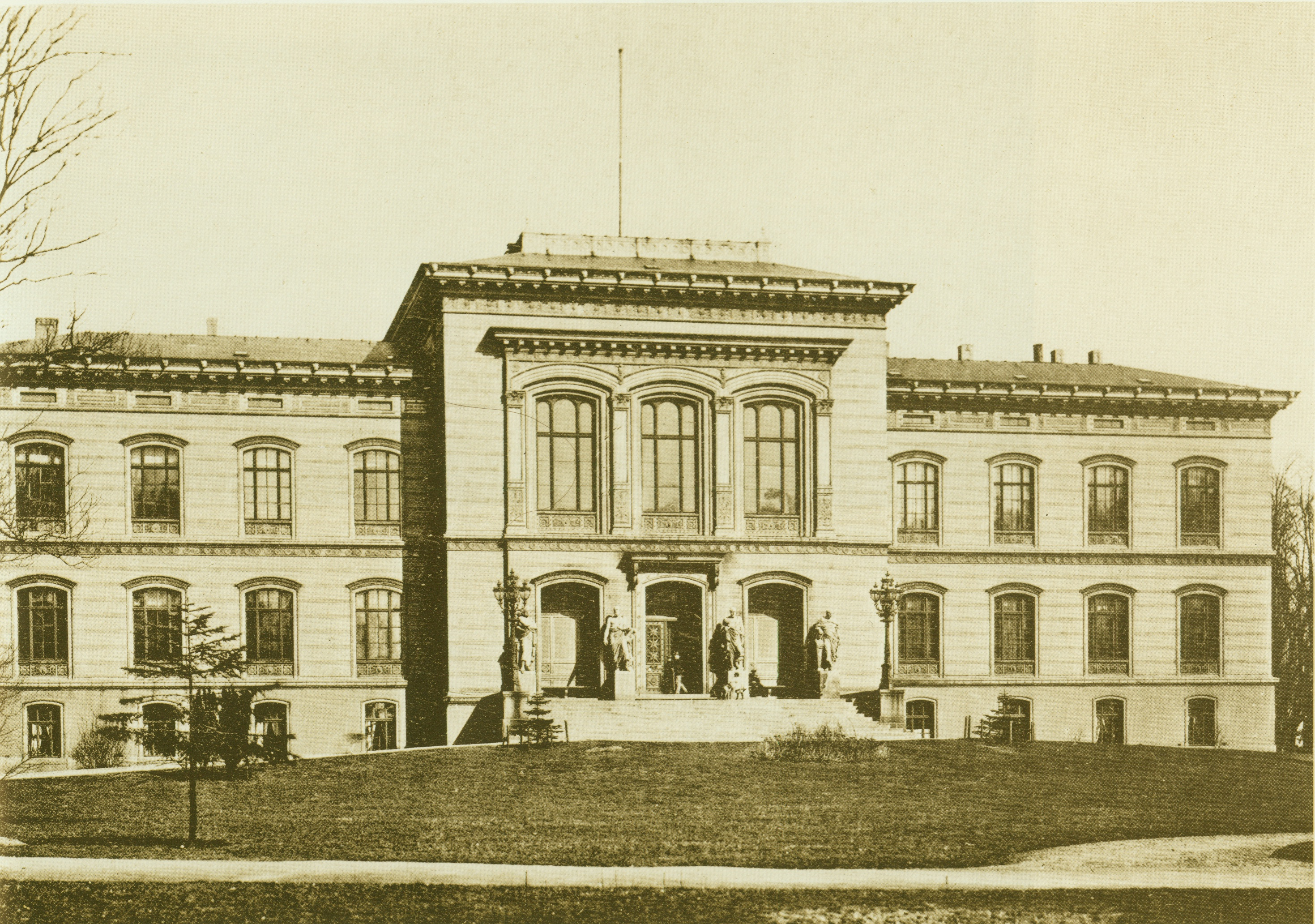
Hlavní budova univerzity

Univerzita v Kielu, oficiálně Univerzita Kristiána Albrechta v Kielu (německy Christian-Albrechts-Universität zu Kiel, CAU), je univerzita ve městě Kielu ve spolkové zemi Šlesvicko-Holštýnsko v Německu. V roce 1665 ji založil vévoda Kristián Albrecht Holštýnsko-Gottorpský, po němž je pojmenována. Jedná se o nejstarší, největší a nejprestižnější vysokou školu ve Šlesvicku-Holštýnsku. Dnes zde studuje přes 27 000 studentů. Tvoří ji celkem 8 fakult, kde vyučuje přes 400 profesorů. Christiana Albertina, jak se škola neoficiálně nazývá, byla až do období 1864/1866 nejsevernější německou univerzitou a současně druhou největší univerzitou v Dánsku. Zdejší absolventi a badatelé získali 12 Nobelových cen.

## Historie

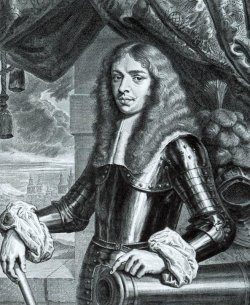
Vévoda Kristián Albrecht Holštýnsko-Gottorpský

Univerzita v Kielu byla oficiálně založena jako Academia Holsatorum Chiloniensis (Holštýnská univerzita v Kielu) 5. října 1665. Mnozí kielští občané nebyli zpočátku příliš nadšení z očekávaného přílivu studentů, neboť se domnívali, že s sebou přinesou jen obžerství, ožralství a veřejné pohoršení, a stavěli se proti. Avšak ti, kteří si dokázali představit ekonomické výhody, jež skýtá univerzita, zvítězili, a Christiana Albertina se tak stala nejsevernější univerzitou ve Svaté říši římské národa německého.
Po roce 1773, kdy Kiel patřil sice do Německa, ale vládl mu dánský král, začala univerzita vzkvétat, a když město v roce 1867 připadlo Prusku, začala se Christiana Albertina rozrůstat. Otevřela jednu z prvních botanických zahrad v Německu (dnes Stará botanická zahrada v Kielu). Řadu nových univerzitních budov, jichž bylo zapotřebí vzhledem k vzrůstajícímu počtu studentů, navrhl architekt Martin Gropius, prastrýc zakladatele Bauhausu Waltera Gropia.
V roce 1933 uposlechla Christiana Albertina jako jedna z prvních německých univerzit nařízení Zákona o státní službě schváleného 7. dubna 1933, jen 2 měsíce po jmenování Adolfa Hitlera říšským kancléřem, na jehož základě byli neárijští akademičtí pracovníci a studenti vypuzeni ze školy. Mezi jinými tak byli vyhnáni i sociolog, ekonom a filozof Ferdinand Tönnies či klasický filolog Felix Jacoby.
Za 2. světové války byly univerzitní budovy značně poškozeny, proto byly po válce postaveny na jiném místě. V zachovalých starších budovách se usídlila lékařská fakulta.
Od roku 2006 se univerzita zapojila do Iniciativy excelence německých univerzit. Skupina zvaná Budoucí oceán (The Future Ocean) založená ve spolupráci s Helmholtzovým centrem pro výzkum oceánu v Kielu GEOMAR v roce 2006 se těší mezinárodnímu uznání. Druhá excelentní skupina Zánět v rozhraní ("Inflammation at Interfaces") se zabývá chronickými zánětlivými chorobami. Také Kielský institut pro světovou ekonomii je úzce propojen s Christianou Albertinou.
V roce 2019 univerzita oznámila, že zakazuje zakrývání obličeje v učebnách. Poukázala přitom na potřebu otevřené komunikace, jež zahrnuje i výraz obličeje a gesta.

## Fakulty
- Teologická fakulta
- Právnická fakulta

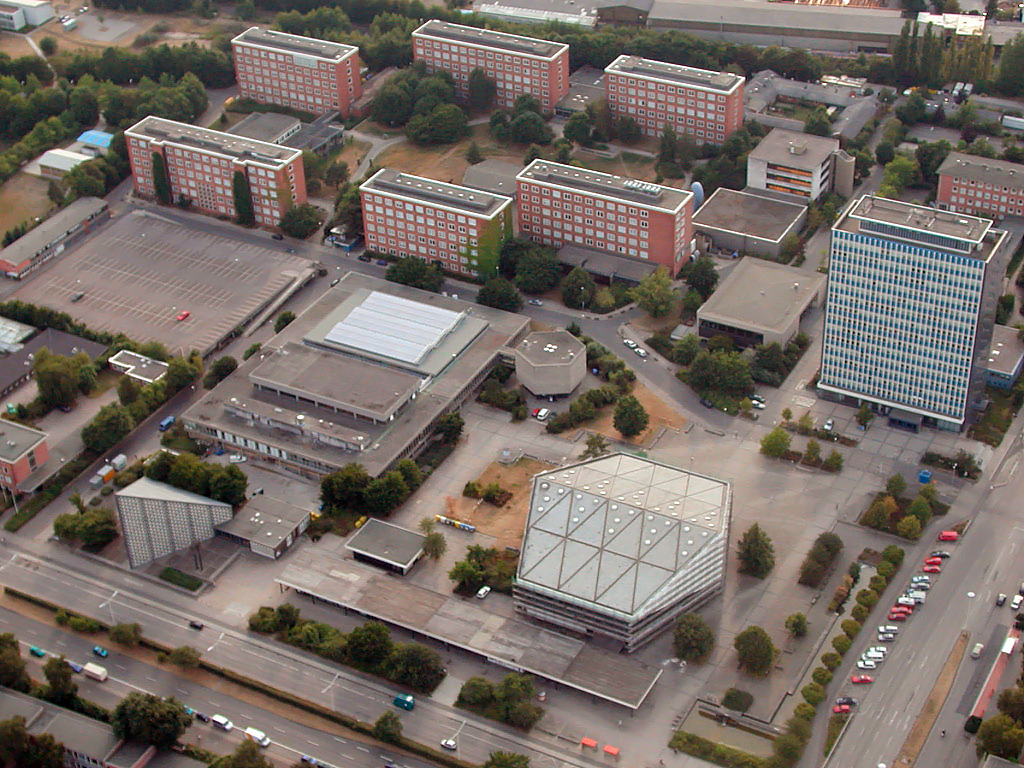
Letecký pohled na univerzitní areál

- Fakulta obchodu, ekonomie a společenských věd
- Lékařská fakulta
- Fakulta svobodných umění a humanitních věd
- Fakulta matematiky a přírodních věd
- Fakulta zemědělské vědy a výživy
- Fakulta inženýrství

## Osobnosti

### Studenti
- Kurt Alder
- Günter Blobel
- Franz Boas
- Otto Diels
- Wilhelm Dilthey
- Gerhard Domagk
- Johann Gustav Droysen
- Wilhelm Griesinger
- Heinrich Hertz
- Philipp Lenard
- Otto Meyerhof
- Theodor Mommsen
- Max Planck
- Peer Steinbrück
- Ferdinand Tönnies
- Heinrich von Treitschke

### Vyučující a badatelé
- Wilhelm Dilthey
- Johann Gustav Droysen
- Johan Christian Fabricius
- Hans Geiger
- Wilhelm Griesinger
- Heinrich Hertz
- August Leskien
- Theodor Mommsen
- Max Planck
- Ferdinand Tönnies
- Heinrich von Treitschke
- Richard Sorge

### Nositelé Nobelovy ceny
S univerzitou je spojeno několik nositelů Nobelovy ceny včetně:
- 1902 Theodor Mommsen – Nobelova cena za literaturu
- 1905 Philipp Lenard – Nobelova cena za fyziku
- 1907 Eduard Buchner – Nobelova cena za chemii
- 1918 Max Planck – Nobelova cena za fyziku
- 1922 Otto Meyerhof – Nobelova cena za fyziologii nebo lékařství
- 1939 Gerhard Domagk – Nobelova cena za fyziologii nebo lékařství
- 1950 Kurt Alder a Otto Diels – Nobelova cena za chemii